# Bezirk Chrzanów

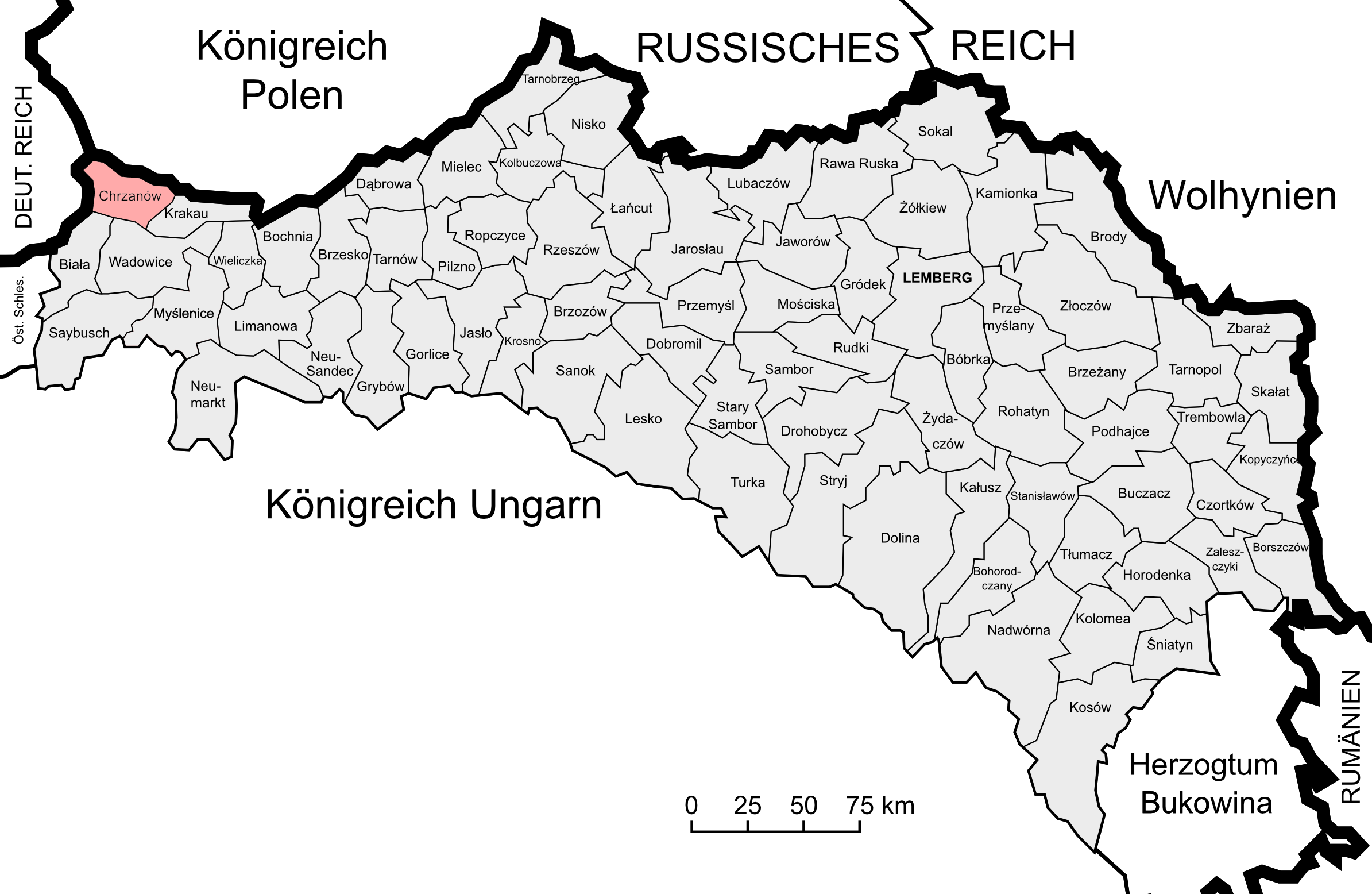
Lage des Bezirks Chrzanów im Kronland Galizien und Lodomerien

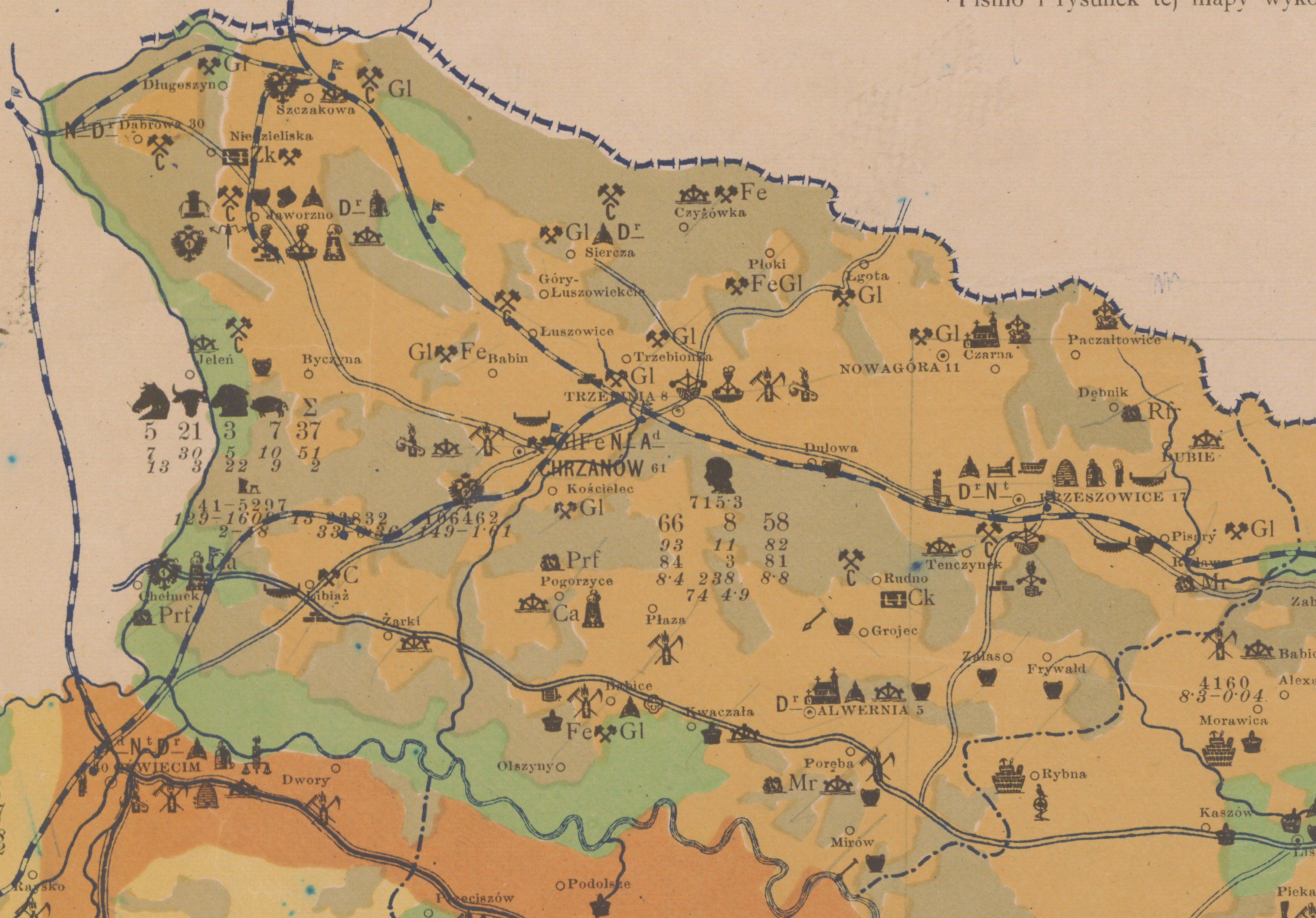
Wirtschaftliche Karte des Bezirkes im Jahr 1878

Der Bezirk Chrzanów war ein politischer Bezirk im Kronland Galizien und Lodomerien, nominell im Großherzogtum Krakau. Sein Gebiet umfasste Teile Westgaliziens im heutigen Polen (Powiat Chrzanów), Sitz der Bezirkshauptmannschaft (polnisch Starostwo Powiatowe w Chrzanowie) war der Markt Chrzanów. Nach dem Ersten Weltkrieg musste Österreich den gesamten Bezirk an Polen abtreten, hier sind große Teile heute im Powiat Chrzanowski zu finden.
Er grenzte im Norden an das Russische Kaiserreich, im Osten an den Bezirk Krakau, im Süden an den Bezirk Oświęcim sowie im Westen an den deutsch-schlesischen Kreis Pleß.

## Geschichte
Ein Vorläufer des späteren Bezirks (Verwaltungs- und Justizbehörde zugleich) wurde zum Ende des Jahres 1850 geschaffen, die Bezirkshauptmannschaft Chrzanów war dem Regierungsgebiet Krakau unterstellt und umfasste folgende Gerichtsbezirke:
- Gerichtsbezirk Chrzanów
- Gerichtsbezirk Trzebinia
- Gerichtsbezirk Krzeszowice

Nach der Kundmachung im Jahre 1854 kam es am 29. September 1855 zur Einrichtung des Bezirksamtes Chrzanów (weiterhin für Verwaltung und Gerichtsbarkeit zuständig) innerhalb des Kreises Krakau.
Nachdem die Kreisämter Ende Oktober 1865 abgeschafft wurden und deren Kompetenzen auf die Bezirksämter übergingen, schuf man nach dem Österreichisch-Ungarischen Ausgleich 1867 auch die Einteilung des Landes in zwei Verwaltungsgebiete ab. Zudem kam es im Zuge der Trennung der politischen von der judikativen Verwaltung zur Schaffung von getrennten Verwaltungs- und Justizbehörden. Während die gerichtliche Einteilung weitgehend unberührt blieb, fasste man Gemeinden mehrerer Gerichtsbezirke zu Verwaltungsbezirken zusammen. 
Der neue politische Bezirk Chrzanów wurde aus folgenden Bezirken gebildet:
- Bezirk Chrzanów (mit 32 Gemeinden)
- Bezirk Jaworzno (mit 15 Gemeinden)
- Teilen des Bezirks Krzeszowice (mit 34 Gemeinden)

Der Bezirk Chrzanów bestand bei der Volkszählung 1910 aus 88 Gemeinden sowie 73 Gutsgebieten und umfasste eine Fläche von 722 km². Hatte die Bevölkerung 1900 noch 92.168 Menschen umfasst, so lebten hier 1910 110.838 Menschen. Auf dem Gebiet lebten dabei mehrheitlich Menschen mit polnischer Umgangssprache (97,5 %) und römisch-katholischem Glauben, Juden machten rund 10 % der Bevölkerung aus.
Auf dem Gebiet des Bezirkes entwickelte sich das Krakauer Bergbaurevier, eines der drei Bergbaureviere um das Dreikaisereck, dem Oberschlesischen Industriegebiet und dem Dombrowaer Kohlebecken angeschlossen.

## Ortschaften
Auf dem Gebiet des Bezirks bestand 1900 Bezirksgerichte in Chrzanów, Jaworzno und Krzeszowice, diesen waren folgende Orte zugeordnet:
Gerichtsbezirk Chrzanów:
- Balin bestehend aus den Ortsteilen Balin und Cezarówka
- Bobrek
- Bolęcin
- Chełmek
- Markt Chrzanów
- Czyżówka
- Dulowa
- Górka bestehend aus den Ortsteilen Berezka und Górka
- Góry Luszowskie
- Gorzów
- Gromiec bestehend aus den Ortsteilen Gromiec und Szyjki
- Jankowice
- Karniowice
- Kąty
- Kościelec
- Kwaczała
- Libiąż Mały
- Libiąż Wielki
- Luszowice
- Mętków
- Młoszowa
- Moczydło
- Myślachowice bestehend aus den Ortsteilen Gaj und Myślachowice
- Olszyny
- Piła Kościelecka
- Płaza
- Płoki
- Pogorzyce
- Rozkochów
- Siersza
- Markt (Miasteczko) Trzebinia
- Trzebinia Wieś
- Trzebionka
- Wodna
- Wygiełzów
- Zagórze
- Żarki
- Źródła

Gerichtsbezirk Jaworzno:
- Byczyna
- Ciężkowice
- Dąb
- Dąbrowa (Narodowa)
- Długoszyn
- Jaworzno, 1901 zur Stadt erhoben
- Jeleń
- Szczakowa

Gerichtsbezirk Krzeszowice:
- Markt Alwernia
- Brodła
- Brzezinka
- Czatkowice
- Czerna
- Dubie
- Filipowice
- Frywałd
- Grojec
- Krzeszowice
- Lgota
- Miękinia
- Mirów
- Młynka
- Niegoszowice
- Nielepice
- Nieporaz
- Markt Nowa Góra
- Nowojowa Góra bestehend aus den Ortsteilen Gwoździec und Nowojowa Góra
- Okleśnia
- Ostrężnica
- Paczołtowice
- Pisary
- Podłęże
- Poręba Żegoty
- Psary
- Radwanowice
- Regulice
- Rudawa
- Rudno
- Sanka
- Siedlec
- Tenczynek
- Wola Filipowska
- Zalas
- Żary
- Żbik